# Harald Julin
Harald Sigfrid Alexander Julin (* 27. März 1890 in Stockholm; † 31. Juli 1967 ebenda) war ein schwedischer Schwimmer und Wasserballspieler.
Erstmals nahm er an den Olympischen Zwischenspielen 1906 als Schwimmer teil, konnte sich aber sowohl mit der Mannschaft, als auch im Einzel im 100 m-Freistil nicht platzieren. Zwei Jahre später bei den Olympischen Spielen 1908 gewann er im 100 m-Freistil Wettbewerb die Bronzemedaille. Ebenso gewann er bei diesen Spielen noch mit der schwedischen Wasserballnationalmannschaft die Bronzemedaille. Bei den Olympischen Spielen 1912 gewann er Silber im Wasserball. Er nahm noch einmal im Wasserball 1920 an der Olympiade teil und gewann nochmals die Bronzemedaille. Bei den Olympischen Spielen 1912 nahm er außerdem auch in den Schwimmdisziplinen teil, konnte dort aber keine Medaille mehr gewinnen.